# عملية الفارس (1956)

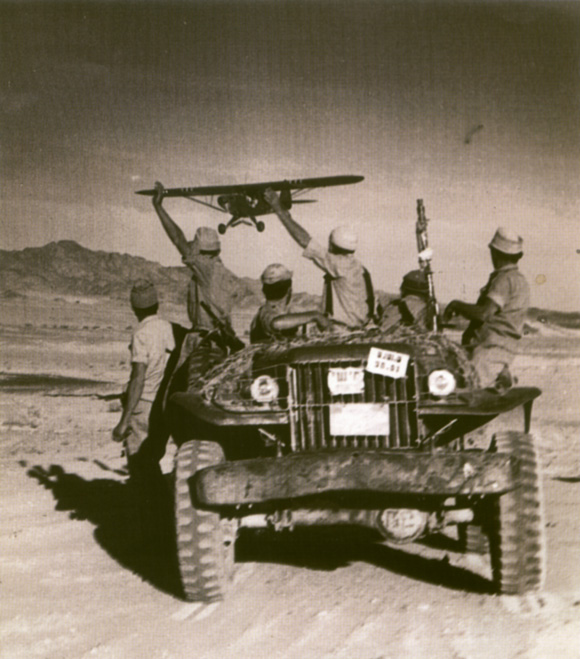
جنود إسرائيليون يلوّحون لقاذفة قنابل فرنسية أثناء العدوان الثلاثي على مصر

عملية الفارس (بالإنجليزية: Operation Musketeer ، وبالفرنسية: Opération Mousquetaire) هي خطة إنجليزية فرنسية وُضعت من أجل غزو مصر والسيطرة على قناة السويس في سبتمبر 1956. ولكن تم تأجيلها إلى شهر نوفمبر لدواعي التنسيق مع إسرائيل.
كانت العملية بقيادة الجنرال البريطاني تشارلز كيتلي، كان التنسيق وثيقًا بينها وبين عملية الغزو الإسرائيلي المدرع لشبه جزيرة سيناء، التي عُرفت بالعملية قادش. تقرر في البداية أن يكون الهجوم على مدينة الإسكندرية لا بورسعيد، ولكن مسار العملية تغير نظرًا لصعوبة احتلال الإسكندرية ـ عاصمة البلاد الثانية ـ بالمقارنة ببورسعيد، ولأن غزو الإسكندرية ذات التعداد السكاني الضخم سوف يقترن بخسائر جسيمة في أرواح المدنيين.